# 矢島中

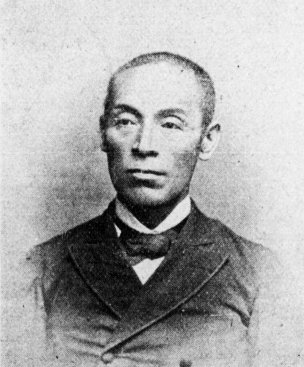
矢島中

矢島 中（矢嶋 中、やじま なか、1851年8月13日（嘉永4年7月7日） - 1922年（大正11年）1月26日）は、衆議院議員（立憲政友会）、宇都宮市長。

## 経歴
宇都宮藩士・矢島官太郎の子として生まれ、戊辰戦争に従軍した。その後商業に従事していたが、自由民権運動に参加し、自由党に入党した。1887年（明治20年）、栃木県会議員に当選。1889年（明治22年）に宇都宮町長に就任し、1896年（明治29年）に市制が施行されると引き続き市長を務めた。1901年（明治34年）に病のため市長を辞職するが、回復後には商業会議所特別会員、市農会名誉会員に選出された。
1902年（明治35年）、第7回衆議院議員総選挙に出馬し、当選。4回連続当選を果たした。